# Станица (насеље)
Станица (рус. станица, укр. станиця), представљала је политички и привредни центар козачких група углавном на југу Руске Империје. Станице су имале статус руралних општина и у њиховом саставу налазило се једно или више козачих насеља. У саставу станица су се налазили не само централни делови насеља већ и сва околна земљишта која су припадала козачким породицама. Станицама су управљали изабрани козачки атамани које су бирани од стране козачких породица, а сво земљиште које се налазило у границама једне станице било је у заједничком власништву свих козачких породица које су ту живеле. Сличан демократски систем расподеле власти и добара постојао је још само на подручју Новгородске републике током средњег века. „Систем станица” је доживео потпуни колапс након Руске револуције за којом је уследила општа колективизација. 
Станице су имале статус војних насеља и свака станица је била у обавези да у козачке војне одреде у зависности од потребе пошаље један ескадрон војника (од 65 до 75 војника). Куће у станицама су биле углавном изграђене од дрвета, а у средишту сваке станице налазила се православна црква, школа и пијачни трг (мајдан, рус. и укр. майдан). Како су радно способни мушкарци у станицама били предодређени за војну службу, највећи део привредних активности у њима обављале су жене. Унутар сваке станице обично се налазио млин, а на рубовима и гробље. Станице су неретко биле окружене и дрвеним бедемима који су их штитили од напада непријатеља. Атаман који је управљао станицом равноправно је делио земљу козачким породицама које су ту живеле, а све најважније одлуке које су се тицале свих становника станице доносиле су се уз учешће свих пунолетних мушкараца, односно представника свих породица. 
Станица као тип руралног насељеног места одржала се и до данашњих дана у јужним деловима Русије − Адигеја, Волгоградска област, Дагестан, Ингушетија, Кабардино-Балкарија, Карачајево-Черкезија, Краснодарски крај, Ростовска област, Северна Осетија, Ставропољски крај и Чеченија.
По броју становника станице често премашују и мање градове, тако да су данас највеће станице у Русији Каневскаја (44.000) и Лењинградскаја (37.000) уједно и највећа сеоска насеља у земљи. 